# آلبرت بولاک
آلبرت بولاک (انگلیسی: Albert Bullock؛ 1884 – 1951 (aged 67)) بازیکن فوتبال اهل بریتانیا بود.
از باشگاه‌هایی که در آن بازی کرده‌است می‌توان به باشگاه فوتبال استوک سیتی و باشگاه فوتبال استافورد رانجرز اشاره کرد.